# Holly Page
Pour les articles homonymes, voir Page.
Holly Page est une athlète britannique, née en 1990. Spécialiste de skyrunning, en gagnant la serie mondiale de Skyrunning en 2018, elle a notamment remporté la Yading Skyrunen Chine, le Buff Epic Trail 42K en Espagne, The Rut 28K aux Etats-Unis et a battu le record de l'Otter African Trail Run en remportant la grande finale de la Golden Trail World Series en Afrique du Sud en 2018 en terminant troisieme dans la série. Depuis 2019, elle répresente Adidas Terrex.  

## Résultats
| no   | féminin            | Course                                            | Longueur | Départ             | Temps           |
| ---- | ------------------ | ------------------------------------------------- | -------- | ------------------ | --------------- |
| 9e   | Médaille d'or      | Yading Skyrun                                     | 29 km    | 30 avril 2018      | 3 h 32 min 04 s |
| 12e  | Médaille d'or      | Monte Rosa SkyMarathon                            | 35 km    | 23 juin 2018       | 5 h 51 min 32 s |
| 17e  | Médaille d'or      | Buff Epic Trail 42K                               | 42 km    | 1er juillet 2018   | 5 h 03 min 40 s |
| 12e  | Médaille d'or      | The Rut 28K                                       | 28 km    | 1er septembre 2018 | 3 h 42 min 06 s |
| 54e  | Médaille de bronze | Championnats du monde de skyrunning - SkyMarathon | 29 km    | 15 septembre 2018  | 3 h 57 min 57 s |
| 12e  | Médaille d'or      | Otter African Trail Run                           | 42 km    | 20 octobre 2018    | 4 h 37 min 48 s |
| 36e  | Médaille de bronze | Buff Epic Trail 42K                               | 42 km    | 14 juillet 2019    | 4 h 54 min 20 s |
| 103e | 12e                | Sierre-Zinal                                      | 31 km    | 11 août 2019       | 3 h 08 min 21 s |
| 12e  | Médaille d'argent  | Tromsø Skyrace                                    | 55 km    | 3 août 2019        | 8 h 10 min 09 s |
| 17e  | Médaille d'argent  | Ring of Steall SkyRace                            | 29 km    | 20 septembre 2019  | 3 h 58 min 14 s |
| 16e  | Médaille d'or      | Two Breweries Hill Race                           | 30 km    | 28 septembre 2019  | 3h 11 min 21 s  |
| 46e  | Médaille d'argent  | Sky Pirineu                                       | 36 km    | 5 octobre 2019     | 4 h 3 min 29 s  |
| 3e   | Médaille d'or      | Roc Sky Race                                      | 31 km    | 30 juillet 2023    | 4 h 3 min 9 s   |
| 95e  | Médaille de bronze | Kilomètre vertical de Fully                       | 1,92 km  | 21 octobre 2023    | 41 min 39 s     |
| 16e  | Médaille d'argent  | Kaiserkrone SkyRace                               | 25,2 km  | 29 juin 2024       | 4 h 17 min 1 s  |
| 10e  | Médaille d'argent  | Eiger Ultra Trail - E51                           | 51 km    | 20 juillet 2024    | 5 h 56 min 49 s |
| 13e  | Médaille d'argent  | Cappadocia Medium Trail                           | 63 km    | 19 octobre 2024    | 6 h 9 min 39 s  |